# Styela longitubis
Styela longitubis is een zakpijpensoort uit de familie van de Styelidae. De wetenschappelijke naam van de soort is voor het eerst geldig gepubliceerd in 1894 door Traustedt & Weltner.